# Forstbaumschule
Eine Forstbaumschule ist die Spezialform einer Baumschule, die sich mit Forstpflanzen befasst.
Sie zieht Bäume und Sträucher aus dem speziellen Saatgut der Forstsamendarre oder aus Stecklingen heran, die dann für Pflanzungen in der freien Landschaft vorgesehen sind. In der Regel werden die Forstpflanzen allerdings nur bis zur Setzlinggröße herangezogen und als „Wurzelware“ (Jungpflanzen ohne Erdballen) gehandelt. Daneben werden auch Wildgehölze angezogen, die nicht züchterisch bearbeitet sind. Auch die Anzucht von zukünftigen Weihnachtsbäumen gehört in diesen Bereich. In Forstbaumschulen gelten erheblich strengere Auslese- bzw. Qualitätskriterien als in Gartenbaumschulen, welche Zierpflanzen für Hausgärten und Parkanlagen heranziehen.